# Tipula lipophleps
Tipula lipophleps là một loài ruồi trong họ Ruồi hạc (Tipulidae). Chúng phân bố ở vùng Indomalaya.